# Berlin Is in Germany
Berlin Is in Germany è un film del 2001 diretto da Hannes Stöhr.

## Trama
Martin, cittadino della Repubblica Democratica Tedesca, viene incarcerato pochi mesi prima della riunificazione tedesca. Esce di galera dopo 11 anni e trova la sua nazione cambiata. Sua moglie sta con un altro, non ha dialogo coi figli, nessuno gli dà un lavoro.
Da allora comincia a vagare portandosi dietro un televisore, unico suo contatto con il mondo.